# Ion Gigurtu
Ion Gigurtu (Drobeta-Turnu Severin, 24 de junho de 1886 — Sighetu Marmaţiei, 1959) foi um político romeno que ocupou por curto período o cargo de primeiro-ministro, de 4 de julho a 4 de setembro de 1940, sob o regime do Rei Carol II.
Tinha interesses políticos e econômicos na Alemanha Nazista e seu governo foi o primeiro a propor leis anti-semitas com base nas Leis de Nuremberg existentes naquele país.
Com a dominação soviética e a chegada ao poder do Partido Comunista da Romênia, Gigurtu foi julgado e sentenciado a quinze anos de prisão. Sua esposa Maria também foi presa por algum tempo.